# Jatropha galvanii
Jatropha galvanii là một loài thực vật có hoa trong họ Đại kích. Loài này được J.Jiménez Ram. & L.M.Contr. mô tả khoa học đầu tiên năm 1981.